# Питра, Жан-Батист
Жан-Батист-Франсуа Питра́ (фр. Jean-Baptiste-François Pitra; 1 августа 1812, Шамфоржёй, департамент Сона и Луара, Первая империя — 9 февраля 1889, Рим) — французский куриальный кардинал, бенедиктинец, богослов и историк церкви. Библиотекарь Святой Римской Церкви с 19 января 1869 по 9 февраля 1889. Камерленго Священной Коллегии Кардиналов с 15 марта 1875 по 28 января 1876. Вице-декан Священной коллегии кардиналов с 24 марта 1884 по 9 февраля 1889. Кардинал-священник с 16 марта 1863, с титулом церкви Сан-Томмазо-ин-Парионе с 19 марта 1863 по 22 февраля 1867. Кардинал-священник с титулом церкви Сан-Каллисто с 22 февраля 1867 по 12 мая 1879. Кардинал-епископ Фраскати с 12 мая 1879 по 24 марта 1884. Кардинал-епископ Порто и Санта Руфина с 24 марта 1884 по 9 февраля 1889.

## Биография
Учился в гимназии в Кюизери, затем учился в семинарии в Отёне, где специализировался на истории. В 1836 году был рукоположён в сан священника. 28 сентября 1841 года вступил в орден бенедиктинцев, после чего совершил ряд образовательных поездок в Бельгию, Нидерланды, Швейцарию, Англию, Германию. 
В 1859 году по поручению папы Пия IX предпринял путешествие в Россию для занятий в библиотеках Москвы и Санкт-Петербурга с целью изучения канонов и литургии православной церкви. 16 марта 1863 года стал кардиналом-священником и 12 мая 1879 года кардиналом-епископом, став тогда же епископом Фраскати, а в 1884 году — епископом Порто и Санта-Руффина. С 1869 года возглавлял Ватиканскую библиотеку. Переводил Пектория Отёнского.
Главные работы его авторства: «Spicilegium solesmense» (Париж, 1852—1860), «Juris ecclesiastici Graecorum historia et monumenta» (Рим, 1864). Занимался опубликованием неизвестных до того произведений учителей церкви и памятников греко-восточной поэзии, канонического права и литургики. Автобиографию Питра издал (Париж, 1893).

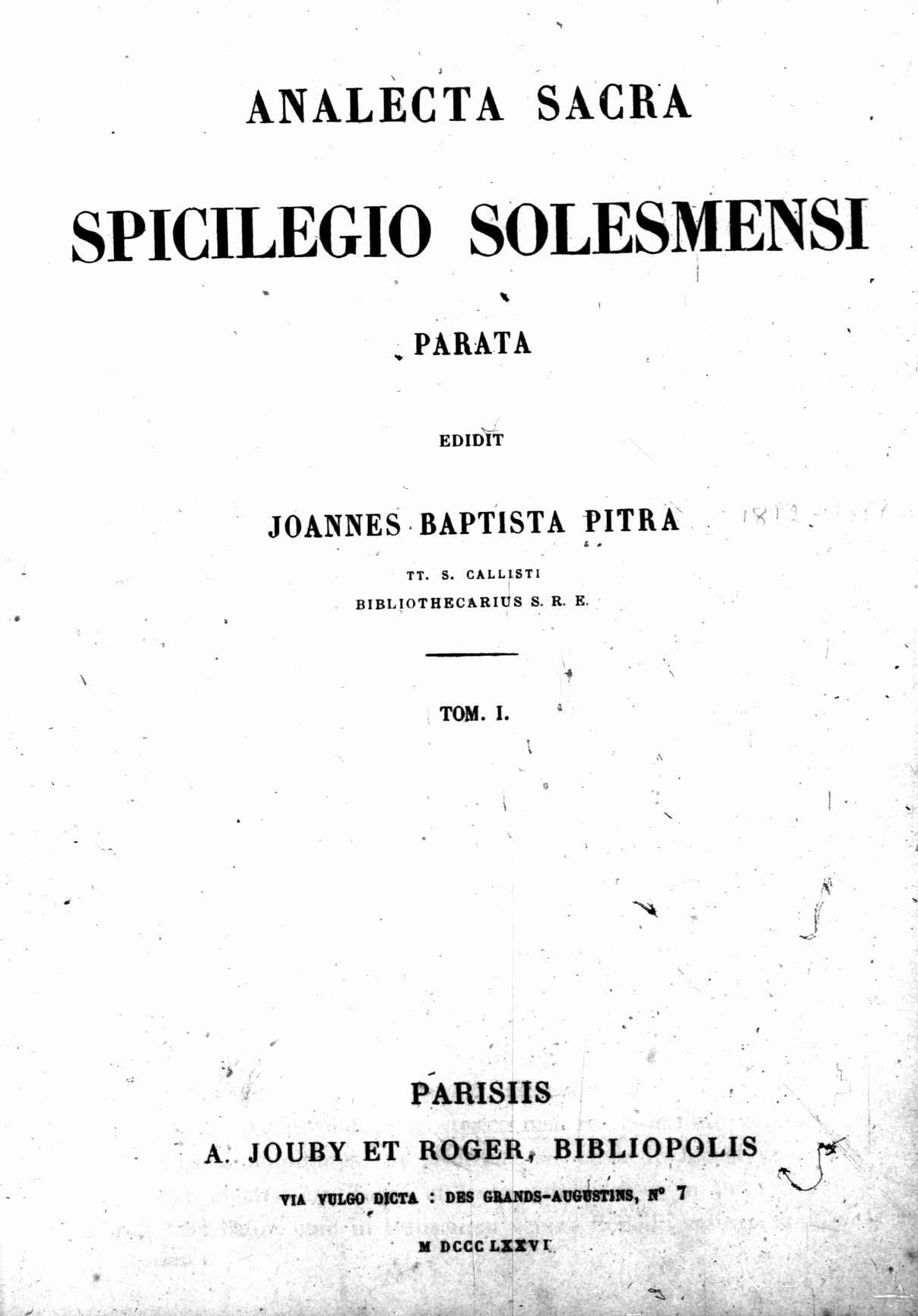
Analecta sacra spicilegio solesmensi parata, 1876